# Ellipteroides praetenuis
Ellipteroides praetenuis är en tvåvingeart som först beskrevs av Alexander 1945.  Ellipteroides praetenuis ingår i släktet Ellipteroides och familjen småharkrankar. Inga underarter finns listade i Catalogue of Life.